# 100600 Davidfossé
100600 Davidfossé è un asteroide della fascia principale. Scoperto nel 1997, presenta un'orbita caratterizzata da un semiasse maggiore pari a 3,2248467 au e da un'eccentricità di 0,1488071, inclinata di 4,69219° rispetto all'eclittica.